# Herrad Frey
Anna Herrad Frey (* 25. August 1933 in Basel, Schweiz; † 19. November 2022 in Hagenau) war eine französische Bogenschützin. 

## Karriere
Herrad Frey belegte bei den Olympischen Sommerspielen 1972 in München im Einzelwettkampf den 27. Rang.